# Телевизор
Телеви́зор, телевизио́нный приёмник (новолат. televisorium «дальновидец»; от др.-греч. τῆλε «далеко» + лат. vīsio «зрение; видение») — приёмник телевизионных сигналов изображения и звука, отображающий их на экране и с помощью динамиков. Современный телевизор способен принимать телевизионные программы как с антенны, так и непосредственно от устройств их воспроизведения — например, видеомагнитофона, DVD-проигрывателя или медиаплеера. Так называемые смарт-телевизоры могут отображать потоковое видео, получаемое из локальной вычислительной сети или Интернета.
Принципиальное отличие от монитора заключается в обязательном наличии тюнера, предназначенного для приёма высокочастотных сигналов эфирного (или наземного: кабельного) телевещания и их преобразования в сигналы, пригодные для воспроизведения на экране и громкоговорителями.

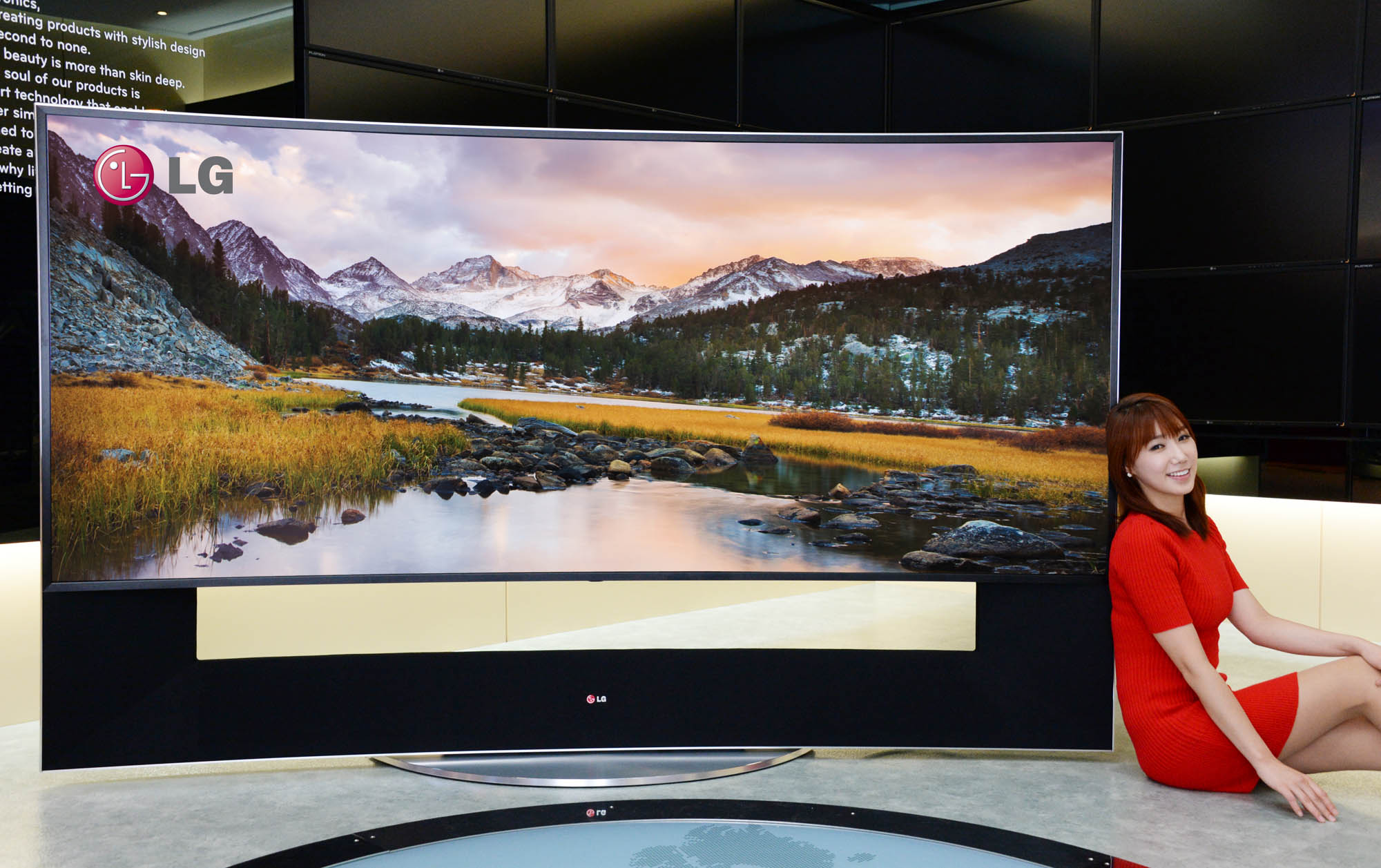
Современный LED-телевизор сверхвысокой чёткости фирмы LG Electronics

## Историческая справка
Выпуску первых телевизоров предшествовала история изобретения самого телевидения, в которой принимали участие ученые многих стран мира. В их числе были уроженцы Российской империи Константин Перский (первым использовавший термин «телевидение»), Борис Розинг (получивший первый патент на используемые до сих пор технологии электронного телевидения) и его ученик Владимир Зворыкин, который считается одним из создателей современного телевидения. Изобретенный им иконоскоп стал прорывом на пути перехода от устаревших механических систем к электронному телевидению.
Первую в истории электронную передачу (после механической передачи Джона Бэрда в 1926 году) движущегося изображения при помощи электронно-лучевой трубки осуществили 26 июля 1928 года в Ташкенте советские изобретатели Б. П. Грабовский и И. Ф. Белянский.
Первые серийные телевизионные приемники «Вижнетт» (англ. Visionette) с 45-строчной механической развёрткой начали выпускаться американской компанией Western Television в 1929 году по цене чуть меньше 100 долларов. Изображение таких телевизоров чаще всего было не крупнее почтовой марки, и даже при увеличении с помощью линзы могло рассматриваться одним человеком. Невысокая чёткость позволяла различать лишь общие контуры предметов и узнавать лица на очень крупных планах. Из-за неудовлетворительного качества механические телевизоры не получили широкого распространения, оставаясь экзотикой. Кроме того, механические телевизоры выполнялись в виде приставки к радиоприёмнику, который служил для приёма видеосигнала. Для приёма звукового сопровождения был нужен ещё один радиоприёмник, настроенный на другую частоту.
Превращение телевизоров в привычный предмет быта связано с появлением электронного телевидения, полностью основанного на электровакуумных приборах. 
Массовое производство телевизоров было впервые налажено в Германии, где с 1934 года телестанцией DFR (Deutscher Fernseh-Rundfunk — «Немецкое телевизионное радиовещание») были начаты регулярные передачи по 180-строчной системе. Первые серийные телевизоры с кинескопом выпущены в том же году компанией Telefunken. 
В 1936 году производство электронных телевизоров было налажено в большинстве развитых стран: Франции, Великобритании и США. Самая дешёвая модель с диагональю экрана 30 сантиметров продавалась по цене 445 долларов, что сегодня составило бы почти семь с половиной тысяч. 
В СССР эксперименты с электронным телевидением начались в 1929 году, а 1 сентября 1938 года стартовали регулярные трансляции в стандарте разложения 120 строк.
Серийный выпуск электронных телевизоров начался в 1940 году, но освоению их массового производства помешала начавшаяся война. Всего перед Второй мировой войной было выпущено 19000 электронных телевизоров в Великобритании, 7000 — в США и 1600 — в Германии. 
В тридцатых годах в СССР также выпускались небольшие партии телевизоров.

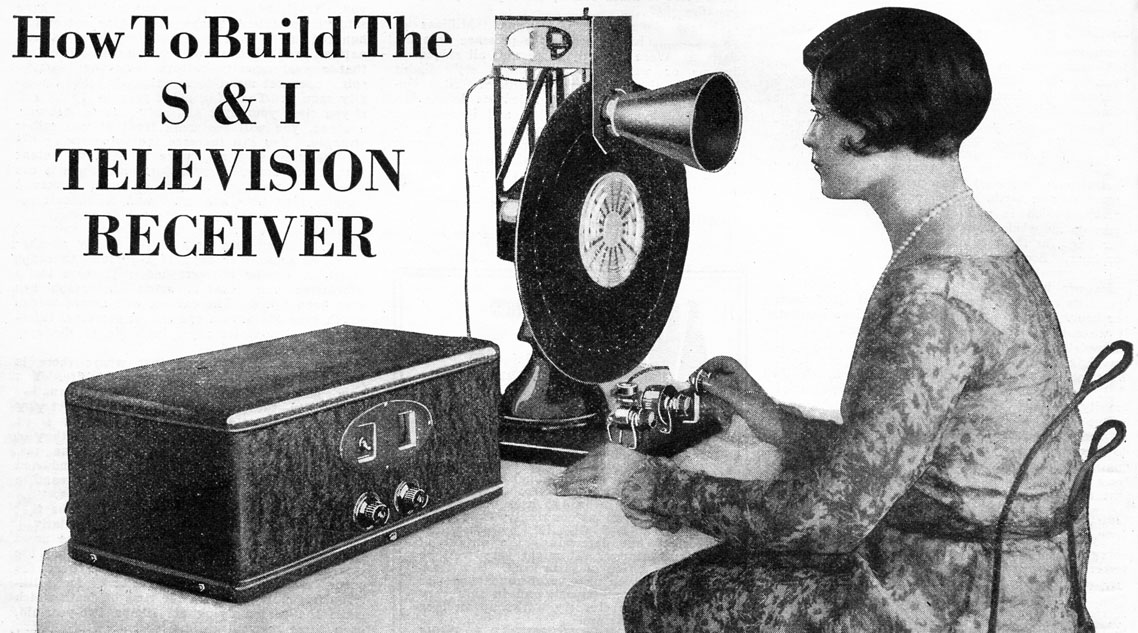
Телевизор с механической развёрткой
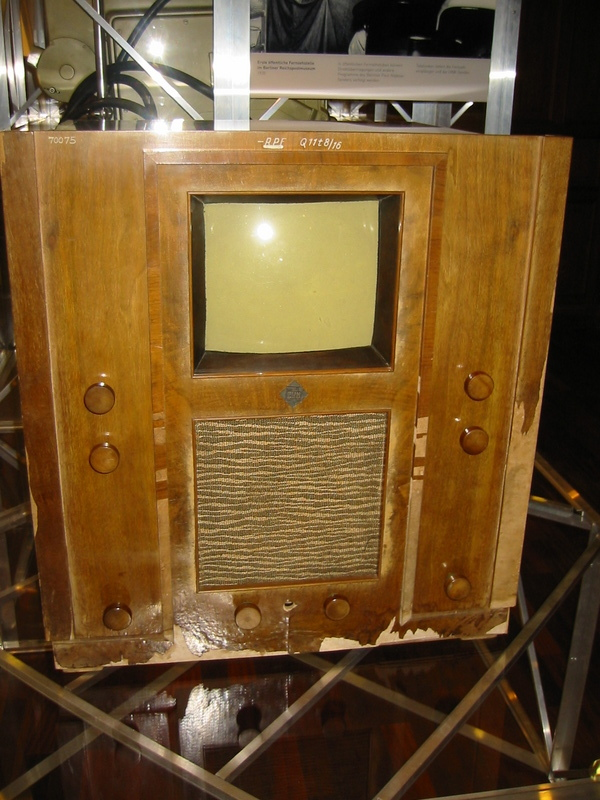
Телевизор «Telefunken FE-III». Германия, 1934 год
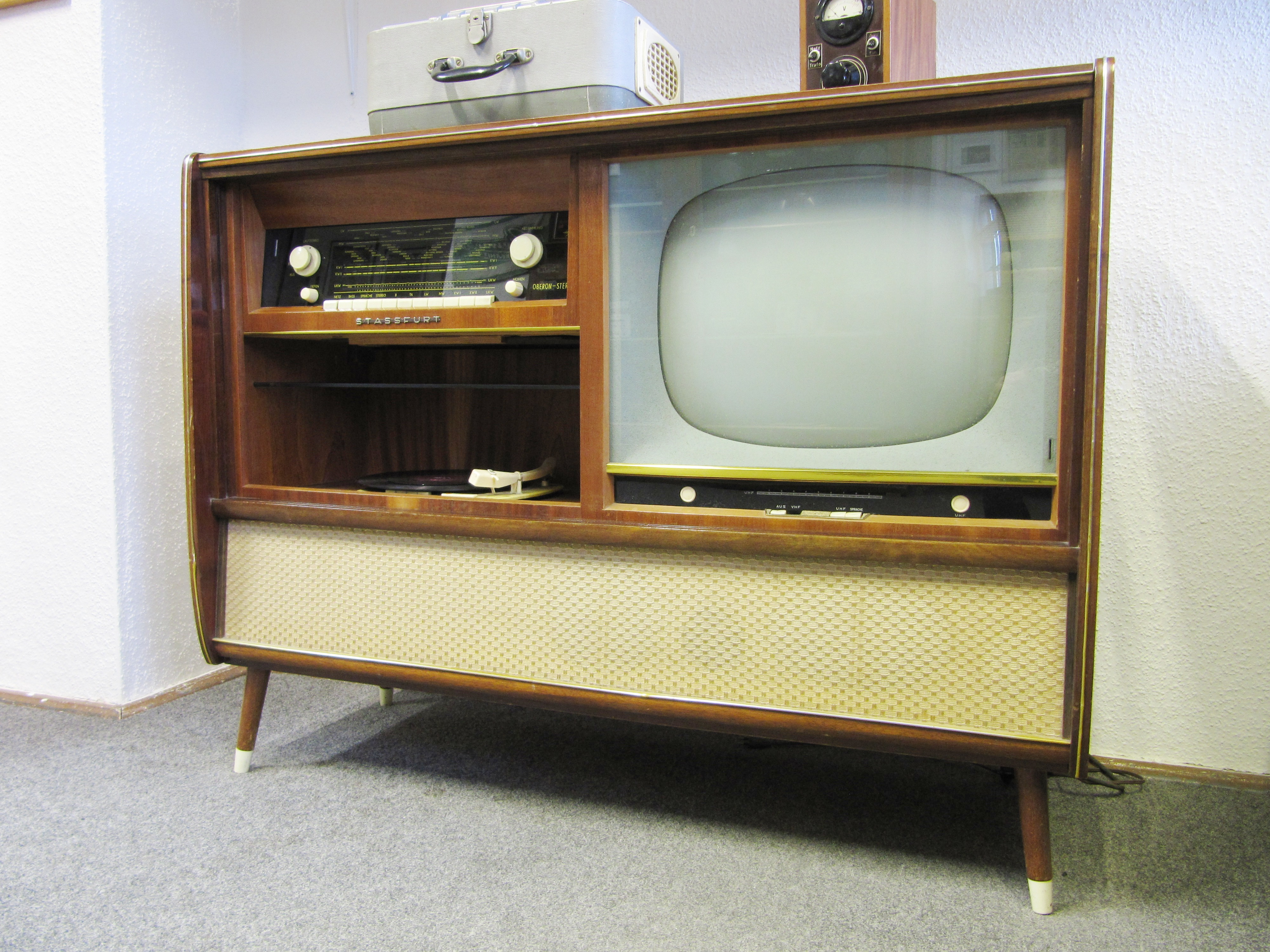
Телерадиола «Staßfurt». ГДР, 1950-е годы
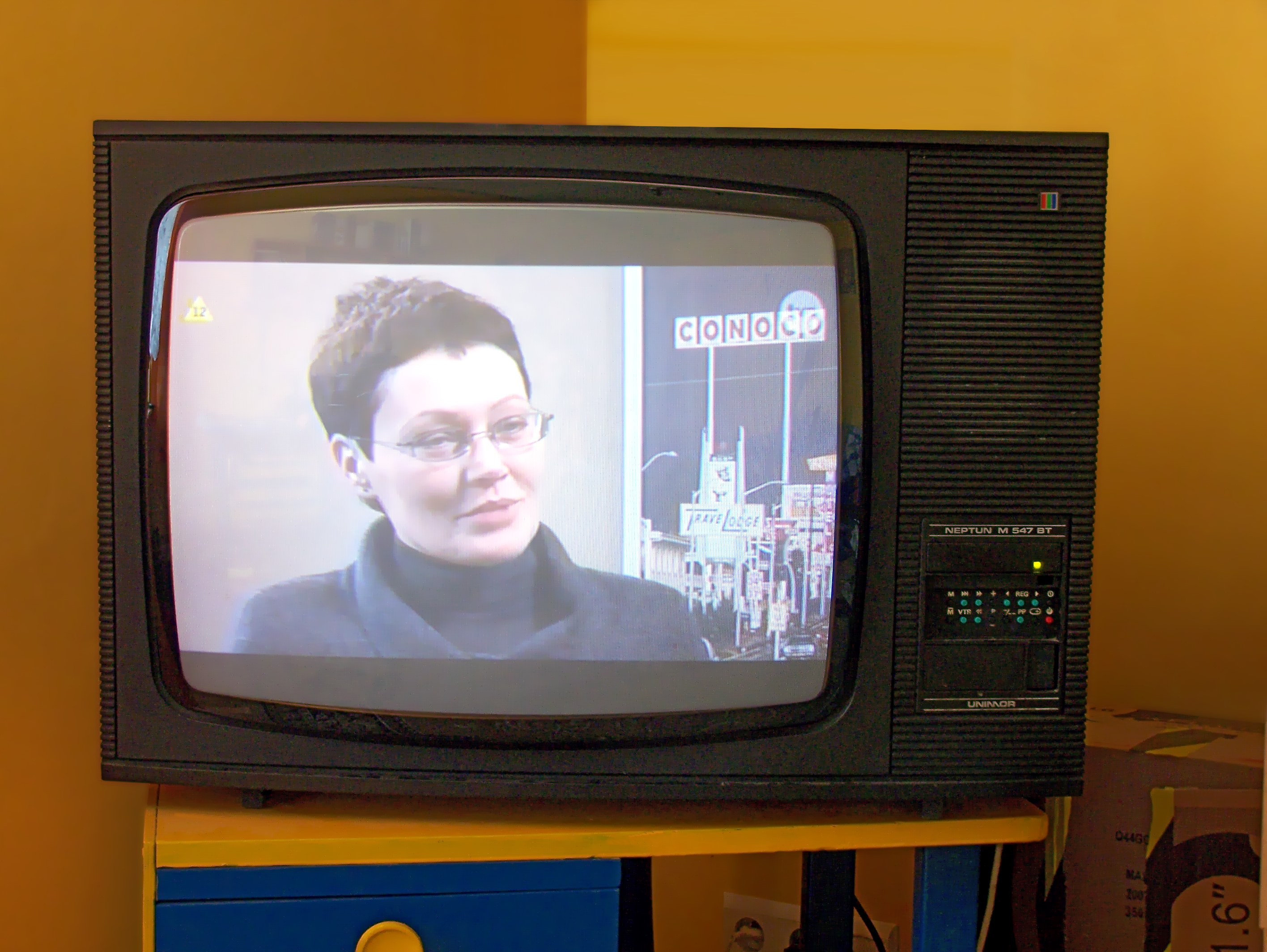
Цветной телевизор «Neptun». Польша, 1980-е
Современный плоский LED-телевизор

В 1942 году в странах Антигитлеровской коалиции производство телевизоров было приостановлено до августа 1945 года. После войны, в отличие от разрушенной Европы, в США население не потеряло покупательную способность, а радиоэлектронная промышленность, нарастившая огромные мощности за счёт оборонных заказов, нашла поле деятельности в виде телефикации страны. Если в 1947 году здесь насчитывалось около 180 тысяч телевизоров, то к 1951-му их число превзошло 10 миллионов! 

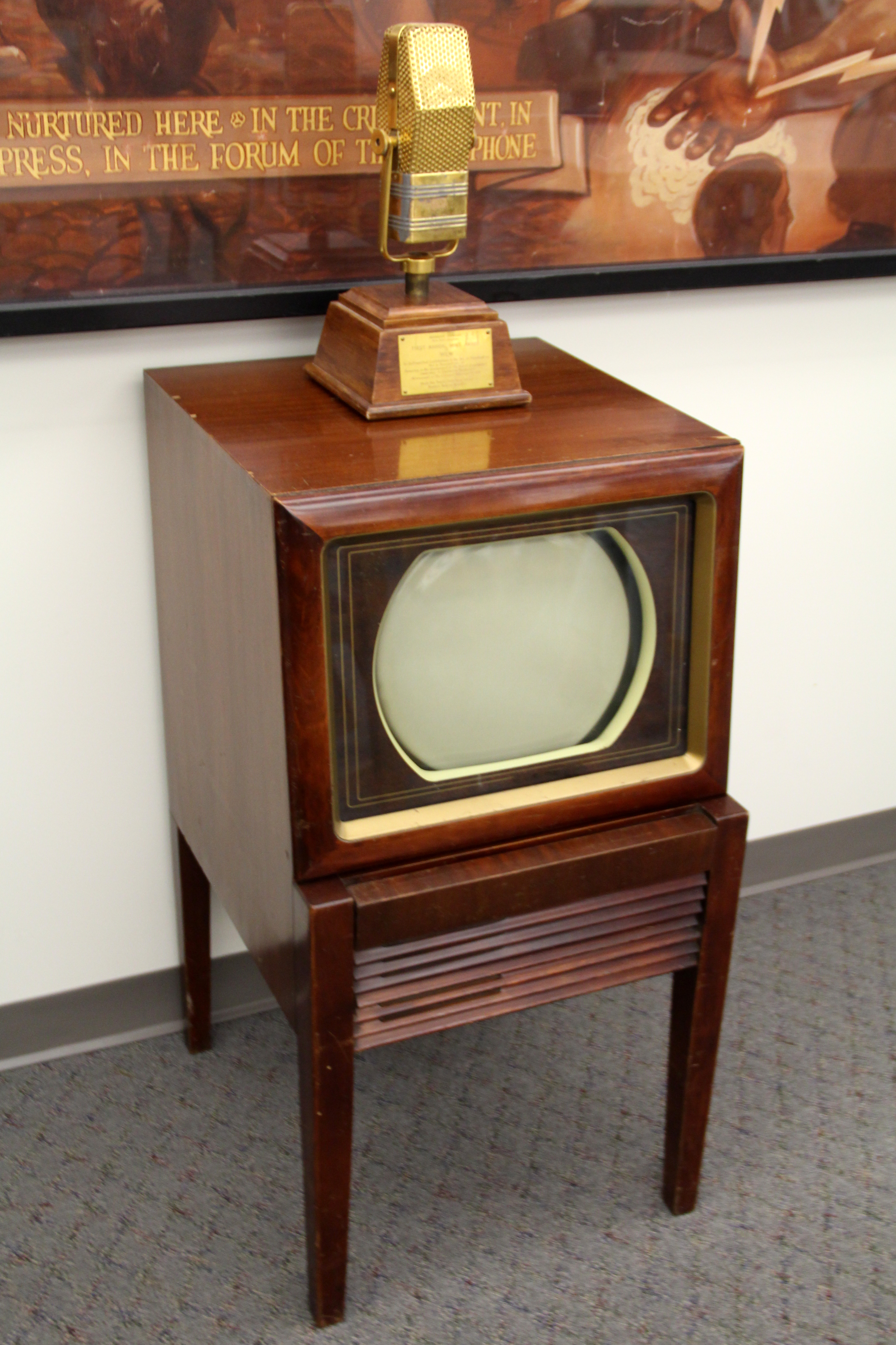
Телевизор фирмы Philco. США, 1949 год

Благодаря массовому производству цены на товар резко упали, дав возможность купить телевизор всем желающим. Если в 1946 году собственным телеприёмником могли похвастаться лишь 0,5 % американских семей (44 000 домохозяйств), то, к концу 1949 года число телеприемников выросло до 4,2 млн, превысило цифру в 50 % домохозяйств в 1953 году, а к 1962 году 90 % домохозяйств обзавелись чёрно-белыми телевизорами. Получили популярность комбинированные устройства — телерадиолы, — содержащие в общем корпусе телевизор, электрофон и высококачественный радиоприёмник.
Рынок за шесть лет был практически насыщен и, чтобы создать новый массовый товар, американская радиопромышленность всерьез занялась цветным телевидением. После разработки и создания системы NTSC в 1953 году в США началось регулярное цветное телевизионное вещание. Первым серийным цветным телевизором, рассчитанным на стандарт NTSC, стал «CT-100», продававшийся по цене 1000 долларов. Уже в 1955 году было выпущено 40 тысяч цветных телевизоров. Японская радиопромышленность довольно быстро наладила производство относительно дешевых цветных телевизоров для рынка США, и поэтому в 1960 году американскую систему приняла и сама Япония. В Европе из-за послевоенной разрухи распространение телевизоров шло более медленными темпами. При этом в Великобритании к 1952 году насчитывалось уже почти полтора миллиона домашних телевизоров.
В 1956 году американская компания «Зенит» внедрила первый в мире беспроводной пульт дистанционного управления, разработанный Робертом Адлером. Управление громкостью и переключение каналов производились с помощью ультразвуковых сигналов, промодулированных соответствующими командами.
Современный инфракрасный пульт был выпущен в 1974 году фирмами Grundig и Magnavox. Событие совпало по времени с внедрением телетекста, требующего более точного управления, отсутствующего в самих телевизорах. Появление цифровых кнопок на пультах связано именно с необходимостью поиска нужных страниц на телеэкране. В 1980-х годах телевизоры приобрели ещё одну функцию: их начали использовать в качестве монитора для первых бытовых компьютеров и игровых приставок. Для удобства подключения этих устройств, а также получивших распространение видеомагнитофонов, телевизоры начали оснащать, кроме антенного входа, дополнительным компонентным, позволяющим подавать сигналы, минуя высокочастотный тракт.
Следующая революция рынка телевизоров произошла в середине 2000-х годов, когда появились недорогие плазменные панели и жидкокристаллические телевизоры. К началу 2010-х годов кинескопные телевизоры практически полностью вытеснены плоскими LCD- и LED-устройствами, существенная часть которых может быть напрямую подключена к Интернету и обеспечивает просмотр 3D-контента.

### Производство телевизоров в СССР
В СССР первый телевизор был разработан в 1931 году Антоном Брейтбартом ещё до того, как началось регулярное вещание. Это была телевизионная приставка «Б-2».
С 1938 года в Советском Союзе было начато производство и продажа двух типов телевизоров: «ВРК» (Всесоюзный радиокомитет) отечественной разработки и «ТК-1», выпускавшегося по американской документации.
После войны, несмотря на разруху, развитие телевидения было объявлено одной из приоритетных задач. 
В 1947 году было освоено серийное производство телевизоров «Москвич Т1» и «Ленинград Т1», а в 1949 году запущен в производство первый массовый советский телевизор «КВН-49».

## Классификация телевизоров
По технологии получения изображения:
- Кинескопные (на основе электронно-лучевых трубок). По форме кинескопа: выпуклые, плоские и суперплоские (flatron).
- Жидкокристаллические (LCD-телевизоры). Достоинства — малое потребление электроэнергии, высокое качество изображения; некоторый недостаток — меньший угол обзора.

По типу подсветки экрана:
- с подсветкой люминесцентной лампой с холодным катодом (CCFL),
- со светодиодной подсветкой (в маркетинге именуемый LED-телевизор). Преимущества: минимальный расход электроэнергии, более высокий уровень чёткости и контрастности изображения,
- с подсветкой квантовыми точками (QLED). Между блоком подсветки из синих светодиодов и слоем с жидкими кристаллами добавляется прослойка с квантовыми точками, которые поглощают излучение светодиодов и излучают своё красного и зелёного цвета.

- OLED-телевизоры — телевизоры с экранами на органических светодиодах. Достоинство — самый тонкий экран.
- Плазменные (PDP). Достоинства — наивысшее качество изображения.
- Телевизоры с мониторами из массива микросветодиодов, образующих отдельные пиксельные элементы (MicroLED). На 2019 год такой телевизор представила только Samsung[19].

- Проекционные. По способу получения изображения: собственно проекционные, в которых изображение попадает на экран с проектора (с фронтальной проекцией), и просветные (с обратной проекцией), в которых изображение передается с обратной стороны полупрозрачного экрана. Проекционные телевизоры бывают:

- кинескопные (на основе электронно-лучевых трубок),
- на основе жидких кристаллов,
- на основе микрозеркал,
- лазерные.

По особенностям схемы и элементной базе телевизоры подразделяются на поколения. В настоящее время телевизоры первых четырёх поколений не производятся. Телевизоры пятого поколения — аналого-цифровые телевизоры с микропроцессорным управлением, но с аналоговой обработкой сигналов звука и изображения. Телевизоры шестого поколения — с цифровой обработкой видеосигнала DDD (Dynamic Digital Definition).
По характеру звукового сопровождения телевизионные приемники делятся на монофонические, стереофонические и объемного звучания.

### Влагозащищенные телевизоры
Для установки в жилых и коммерческих помещениях с высокой влажностью (кухни, ванные комнаты, бани, бассейны) разработаны влагозащищенные телевизоры. Корпус и/или лицевая панель таких устройств защищены от брызг и струй воды по стандарту IP.
Влагостойкие телевизоры могут быть встроены в нишу в стене или установлены с помощью настенного крепления. Телевизоры, специально предназначенные для установки на кухне, заменяют дверцу навесного шкафа и могут работать над мойкой, плитой или духовкой.

## Современное состояние рынка телевизоров
Модели телевизоров с поддержкой трехмерного изображения не получили широкого распространения из-за довольно высокой стоимости и небольшого количества 3D-фильмов и программ, и их производство к 2016 году было значительно сокращено.
На сегодняшний день (2019 год) практически все выпускаемые телевизоры поддерживают стандарты высокой чёткости, а наиболее дорогие модели — и сверхвысокой. Современные плоские телевизоры зачастую выполняют функцию ключевого элемента домашних кинотеатров, сохраняя при этом возможность просмотра эфирного и кабельного телевидения.
Бо́льшая часть современных телевизоров снабжена функцией Smart TV (рус. Умное телевидение).

## Производство телевизоров в России
| Год  | млн штук |
| ---- | -------- |
| 2018 | 6,8      |
| 2006 | 4,6      |
| 2005 | 6,28     |
| 2004 | 4,7      |
| 2003 | 2,38     |
| 2002 | 1,98     |
| 2001 | 1,02     |
| 2000 | 1,1      |
| 1995 | 1,0      |

### Производители телевизоров в РФ
- ООО «Самсунг Электроникс Рус Калуга» (Samsung). Завод был открыт в сентябре 2008 года в Боровском районе Калужской области[25]. В 2009 году запущено производство ультратонких LED-телевизоров под брендом Samsung. Производятся все детали, кроме матриц и корпусов (их поставляют из Кореи или Китая)[26].

- ООО «ЛГ Электроникс РУС» (LG Electronics) (Московская область, п. Дорохово). Завод открылся в 2006 году. Производит плазменные, жидкокристаллические, OLED-телевизоры, домашние кинотеатры[27].

- ООО «Ти Пи Ви Си-Ай-Эс» (TPV Technology) (Шушары (Санкт-Петербург)) — китайский контрактный производитель. Завод занимается крупноузловой сборкой телевизоров. Узлы приходят из Китая и Польши. К 2015 году заводом TPV CIS освоена сборка продукции брендов: Philips, AOC, Sony, Sharp, Panasonic, Infomir[28]. В марте 2019 года стало известно, что завод TPV CIS в Шушарах станет партнером Tmall (входит в AliExpress) в локализации производства в России китайского бренда Skyworth (шестое место по продажам телевизоров в мире с долей 4,5 %). Локализация в России позволит Skyworth увеличить продажи в течение года на 100 %; объём производства составит около 500 тыс. штук в год[29].
- Rolsen Electronics — российский производитель LED- и портативных телевизоров. Компания имеет свои заводы в Калининградской области, Фрязине и Воронеже. Выпускает телевизоры как под собственным брендом, так и под брендом LG[30].
- «Океан» (Уссурийск). Завод с 2001 года выпускает LCD- и LED-телевизоры[31] из комплектующих, которые закупает в Южной Корее и Китае.
- Vestel (Александров) — Турецкая компания. В 2003 году построила фабрику по производству телевизоров в городе Александрове. Выпускает жидкокристаллические телевизоры под собственным брендом.
- ООО «ТВ-АЛЬЯНС» (Калининград). Предприятие создано в 2006 году. Выпускает телевизоры брендов Rubin и Rolsen[32] из импортных комплектующих на импортном оборудовании[33].
- ООО «Горизонт-Кавказ» (Краснодар). Компания зарегистрирована в 2000 году (свидетельство № 14609 от 25.11.2000 г.)[34]. В 2003 году появляется бренд ONIKS. В изделиях используются кинескопы и элементная база Panasonic, Toshiba, Samsung и LG-Philips.
- ООО «Компания Телебалт» (Калининград). С 1999 года занимается контрактным производством электроники. Компания выпускала телевизоры брендов Samsung, Philips, Erisson[35].
- ООО «Атлантстройпроф» (Гвардейск, Калининградская область). Выпускает телевизоры бренда Supra.
- «ПОЛАР» (Москва, Черняховск). Производит телевизоры под собственным брендом Polar.
- ООО «Квант» (Зеленоград, Москва). В 2018 году компания начала производство телевизоров Samsung на заводе «Видеофон» в Воронеже[36].

## Устройство
Классический аналоговый телевизор содержит блок питания, радиоприёмник, звукоусилительный тракт с громкоговорителями, видеоусилитель, блок развёрток, отклоняющую систему и кинескоп. Селектор каналов является главной составной частью радиоприёмника и предназначен для выбора принимаемого телевизионного канала и его преобразования в промежуточную частоту. Только самые первые электронные телевизоры выполнялись по схеме приёмника прямого усиления, все последующие строятся по схеме супергетеродина. Поэтому селектор каналов состоит из усилителя высокой частоты, смесителя и гетеродина.

Блок-схема телевизионного приёмника

Промежуточные частоты изображения и звука, полученные в селекторе каналов, поступают на раздельные усилители промежуточной частоты (ранее осуществлялась совместная обработка промежуточных частот изображения и звука, последняя выделялась из полного сигнала при детектировании сигналов изображения), в каждом из которых выделяется нужный сигнал, детектируются и после дополнительного усиления подаются на модулятор кинескопа и громкоговоритель соответственно. Из видеосигнала специальными цепями выделяются синхросигналы, управляющие работой строчной и кадровой развёрток. В результате электронный луч движется в кинескопе синхронно с лучом передающей трубки телекамеры, образуя на экране устойчивое изображение. Цветной телевизор, кроме перечисленных устройств, содержит устройство цветности, декодирующее информацию о цвете изображения, которая передаётся на вспомогательной частоте — «поднесущей». Кинескоп такого телевизора содержит не один, а три электронных прожектора, пучки которых попадают на точки люминофора с определённым цветом свечения. Точное совмещение трёх растров обеспечивает система сведения, также отсутствующая в чёрно-белых телевизорах. В проекционных телевизорах для получения цветного изображения до конца XX столетия использовались три кинескопа повышенной яркости, изображения которых оптически совмещались на экране. В конце 1970-х годов ещё одним стандартным устройством бытовых телевизоров стало устройство дистанционного управления с выносным пультом.
Первые телевизоры строились на основе электронных ламп с большим расходом электроэнергии и большими размерами. Появление полупроводниковых приборов не привело к быстрому вытеснению радиоламп, поскольку первые транзисторы значительно уступали радиолампам по частотным характеристикам и мощности. Например, высоковольтные цепи анодного питания кинескопа ещё долго строились на мощных кенотронах. В начале 1960-х годов начался постепенный переход на гибридные лампово-полупроводниковые схемы: в 1959 году корпорация «Филко» (англ. Philco) представила телевизор «Safari», в котором основная часть схемы была выполнена на транзисторах, а лампы использованы только в высоковольтном выпрямителе. В 1960 году корпорация Sony представила телевизор TV-8-301, также выполненный в основном на транзисторах. В маркетинговых целях такие телевизоры назывались «полностью транзисторными».

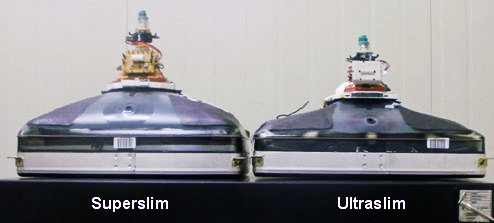
Кинескопы с углами отклонения луча 90° (слева) и 110°

В 1970-х годах продолжилась замена электронных ламп транзисторами и наметился переход к использованию микросхем. Наиболее энергично внедряли микросхемы японские производители, что позволило им сократить число электронных компонентов в цветном телевизоре с 1200 штук в 1971 году до 480 в 1975 году. Это сделало телевизоры надежнее, а их сборку проще. В результате японские производители выиграли конкуренцию и захватили рынки США, а затем и других стран. Лампово-полупроводниковые модели продолжали выпускаться как минимум до 1980-х годов в качестве бюджетных и имели большое распространение. Выпускались и лампово-полупроводниковые телевизоры с использованием микросхем, например, советский «Темп-723» (серия УЛПЦТ(И)). В настоящее время микросхемы являются основой схемотехники современных телевизоров. В новых моделях жидкокристаллических телевизоров со светодиодной подсветкой транзисторы в дискретных корпусах отсутствуют совсем: даже силовой ключ блока питания выполнен в интегральном исполнении.
Ещё одним направлением совершенствования электронно-лучевых телевизоров было уменьшение длины кинескопа при одновременном росте диагонали экрана. Это достигалось за счёт увеличения предельного угла отклонения электронных пучков. С момента появления первых кинескопов с углом отклонения 50° эту величину удалось довести до 110°, сократив длину трубки почти вдвое. В результате телевизоры с более коротким кинескопом становились компактнее, занимая меньше места в глубину. Однако, радикально уменьшить толщину приёмника удалось только с появлением плазменных панелей, а затем жидкокристаллических и светодиодных. Наиболее совершенные модели могут достигать в толщину двух-трёх сантиметров при размерах экрана, недостижимых для телевизоров с электронно-лучевой трубкой. Кроме того, новейшие типы экранов не являются источниками тормозного излучения, неизбежного в кинескопах с высоким анодным напряжением. Отсутствие отклоняющей системы также избавляет от сильных магнитных полей, вредных для здоровья. LCD- и LED-телевизоры не требуют наличия высоковольтных цепей и потребляют значительно меньше электроэнергии, чем телевизоры с трубкой. Современные проекционные телевизоры также не содержат кинескопов, вместо которых используются микрозеркальные DMD-модули или поляризующие LCoS-микросхемы.

## Роль телевизора в развитии электроники
В течение всей истории своего существования телевизор был одним из самых сложных бытовых электронных устройств при текущем уровне развития электроники. Необходимость массового производства столь сложного прибора с одновременным сохранением доступной цены на него с 1940-х годов была одним из основных стимулов (наряду с ВПК и космической отраслью, а позже — компьютерами) развития мировой электроники.
На ранних этапах развития электронного телевидения было освоено массовое производство кинескопов. Потребовалось коренным образом перестроить и автоматизировать существовавшее до этого ручное производство электровакуумных приборов и внедрить линии высокой точности, достигавшей уровня 0,05 мм в цветных масочных кинескопах. В условиях массового производства такие операции возможно осуществлять только с помощью роботов, пришедших в электронную промышленность вместе с цветным телевидением. Также на масочных кинескопах впервые была применена технология фотолитографии (изготовление маски и мозаичного экрана), позже примененная в производстве микросхем. Для цветных кинескопов пришлось налаживать массовое производство сплавов с малым коэффициентом теплового расширения, прежде всего инвара, которые широко применяются и в современной электронике. Производство ярких цветных люминофоров потребовало массового применения редкоземельных металлов, прежде всего европия, которые позже нашли применение в светодиодах и жидкокристаллических матрицах.
В ранних телевизорах, например, советском КВН-49 применялись электронные лампы общего назначения. Однако характеристики таких аппаратов были низкими: малая чувствительность радиотракта позволяла принимать только сигнал близкорасположенных станций, плохая избирательность приводила к проникновению на изображение и звук помех от УКВ радиовещания, служебной связи и промышленных источников, малая мощность строчной развертки ограничивала размер экрана. Для повышения потребительских качеств телевизоров, прежде всего увеличения размера экрана и яркости его свечения, потребовались лампы с большой мощностью анода и высоким током катода. Это стимулировало развитие производства специальных термостойких ИК-прозрачных стекол, повышения точности сборки электронных систем ламп. Если в ранних телевизорах применялись лампы с типичным значением зазора между катодом и первой сеткой около 2 мм, то в поздних сериях (например, советские 6Ж52П, 6Ф12П) этот зазор составил всего 0,1 мм. Потребность в большом числе усилительных каскадов потребовала создания комбинированных ламп: двойных и тройных триодов, триод-пентодов и даже двойных пентодов. Для электродных систем лампы были разработаны и освоены в массовом производстве сплавы, легированные редкоземельными металлами. Катоды ламп с высокой токоотдачей стали покрывать оксидами актиноидов, прежде всего — тория.
Строчная развертка телевизоров стала первым в истории электроники массовым мощным импульсным источником вторичного электропитания. Именно на узле строчной развертки была отработана обратноходовая схема, ставшая с начала 1990-х годов стандартом де-факто в различных блоках питания. Для строчной развертки были созданы компактные мощные электронные лампы с большим током катода (например, у 6П45С он может достигать 1200 мА) и высоким допустимым импульсным напряжением на аноде (у той же 6П45С — до 1000 В). Позже, для строчной развертки были созданы первые массовые кремниевые мощные быстродействующие транзисторы, которые впоследствии стали применяться и в импульсных блоках питания самих телевизоров, электронном зажигании автомобильных ДВС, ультразвуковой технике, различных мощных высокочастотных преобразователях питания (инверторах).
Именно для телевизоров были созданы первые серии массовых маломощных ВЧ транзисторов, в частности, отечественный КТ315.
С развитием цветных телевизоров остро встал вопрос миниатюризации. Ведь только блок цветности лампово-полупроводниковых телевизоров содержал более 1000 дискретных элементов. Поэтому в телевизоры уже в 1960-х годах пришли сначала гибридные микросборки, а в 1970-х — уже полупроводниковые микросхемы. В другой бытовой аппаратуре микросхемы появились позже.
Сигналы телевидения передаются только на ультракоротких волнах, что уже в 1940-х годах способствовало развитию производства ВЧ- и СВЧ-ламп, а позже — в 1950-х — 1960-х годах — транзисторов: сначала германиевых, а позже — кремниевых. В конце 1970-х появились и первые микросхемы для радиотрактов телевизоров, которые позже пришли и в радиоприемники.
В телевизорах, наряду с видеомагнитофонами, для систем дистанционного управления впервые в бытовой электронике начали массово применяться специализированные микроконтроллеры, в частности, на ядре MCS-51. Именно для связи микроконтроллеров с различными блоками телевизора и управления ими была разработана, ставшая позже очень популярной, шина I²C. Также, именно телевизоры стали первыми массовыми приборами, оснащенными беспроводным дистанционным управлением. Сначала начали применять ультразвуковые пульты с тональным кодированием команд и их аналоговым частотным декодированием. Позже, с началом массового производства инфракрасных светодиодов, появились инфракрасные пульты, сначала с аналоговым кодированием/декодированием, а в конце 1970-х годов — уже с цифровым по европейскому стандарту RC5 и азиатскому NEC. Позже, эти стандарты стали применяться во всей бытовой технике.
Хотя с 1980-х годов компьютерная техника, а позже — мобильные устройства, отобрали у телевизора пальму первенства по массовому внедрению новейших достижений электроники, тем не менее, ряд устройств до сих пор внедряются в массовую практику именно в телевизорах. Это, прежде всего, крупногабаритные жидкокристаллические матрицы и мощные цифровые сигнальные процессоры. Кроме того, именно в телевизорах, а не в компьютерной технике, традиционно внедряются передовые стандарты разложения изображения, а также стандарты передачи сигналов изображения и звука (SCART, S-Video, HDMI).

## Ранние упоминания в искусстве
Одним из первых телевидение описывает в своих фантастических произведениях второй половины XIX века французский писатель-фантаст Луи Фигуэр. Он же ввёл в оборот термин «телектроскоп», впоследствии использовавшийся некоторыми изобретателями технологий передачи изображения на расстояние. Упоминания о телектроскопе, позволяющем видеть на расстоянии, встречаются и в некоторых рассказах Марка Твена тех лет.

## Безопасность телевизоров
По данным Комиссии США по безопасности потребительских товаров (CPSC), в период с 2000 по 2020 год было 358 смертельных случаев из-за опрокидывания телевизоров. 94 % из всех случаев пришлось на детей. В период с 2011 по 2020 год в службе неотложной медицинской помощи США было зарегистрировано 81 100 травм из-за падений телевизоров (включая ЖК-панели и мониторы). Среднегодовое число травм в США сократилось с 13 800 в 2012 году до примерно 3700 травм к 2020 году.